# برج مد گاکوئن کوکون
برج مُد گاکوئِن کوکون (به ژاپنی: モード学園コクーンタワー Mōdo gakuen kokūn tawā) یک آسمان‌خراش ۲۰۴ متری و ۵۰ طبقه‌ای آموزشی واقع در محلهٔ نیشی شینجوکو، شینجوکو، توکیو، ژاپن است. ساخت و ساز این ساختمان ۲۰۰۶ شروع شد و ۲۰۰۸ به پایان رسید.